# Birmania en los Juegos Paralímpicos de Río de Janeiro 2016
Birmania estuvo representada en los Juegos Paralímpicos de Río de Janeiro 2016 por dos deportistas masculinos. El equipo paralímpico birmano no obtuvo ninguna medalla en estos Juegos.